# Bưởi Lâm Động

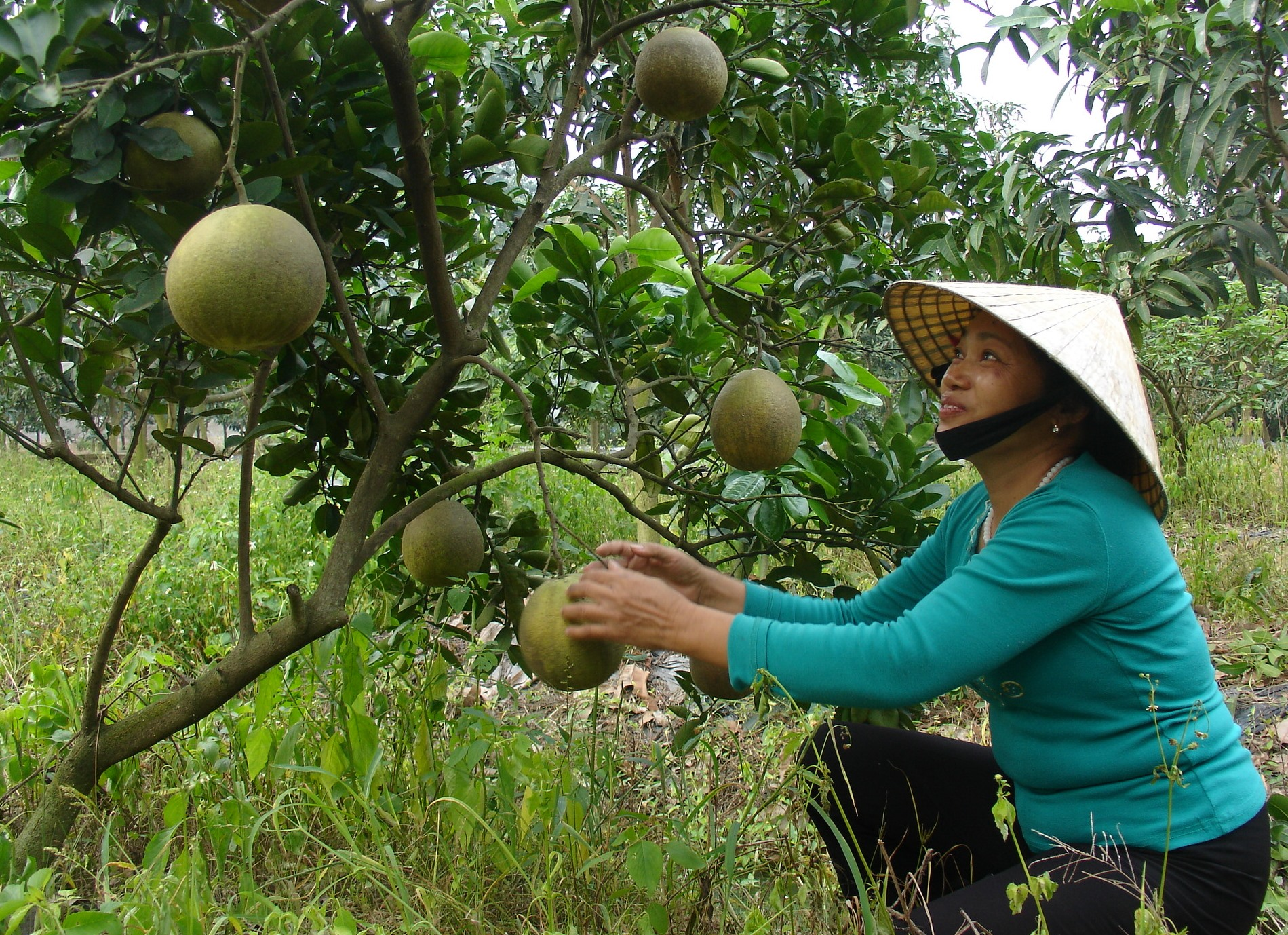
Một vườn bưởi tại Lâm Động

Bưởi Lâm Động (còn gọi là bưởi làng Lâm) là một giống cây trồng thuộc chi Cam chanh có nguồn gốc từ làng Lâm, xã Lâm Động, nay là phường Hoàng Lâm, thành phố Thủy Nguyên, thành phố Hải Phòng, Việt Nam. Bưởi Lâm Động là cây ăn quả chủ lực đứng thứ hai (sau nhóm cam, quýt các loại) của thành phố Thủy Nguyên, được trồng tập trung thành những vùng chuyên canh; là cây đặc sản của địa phương đã được chỉ dẫn địa lý chứng nhận nhãn hiệu là nguồn gen bản địa quý hiếm cần được bảo tồn theo quyết định của Bộ Nông nghiệp và Phát triển nông thôn. Nhãn hiệu Bưởi Lâm Động đã được Cục Sở hữu trí tuệ cấp Giấy chứng nhận nhãn hiệu.

## Phân loại
Bưởi Lâm Động có hai loại. Loại quả vỏ vàng, ruột trắng, múi bưởi to đều, róc, khi ăn có vị chua mát và Bưởi vỏ đỏ, ruột hồng đào, tép bưởi vị ngọt đậm.

## Phân bố
Bưởi Lâm Động được trồng khắp các xã thuộc huyện Thủy Nguyên với 491 ha, trong đó: xã Lâm Động có 700 hộ trồng bưởi với 30 ha, xã Thủy Đường 45 ha, xã Hoa Động 55 ha, xã Thiên Hương 36 ha, An Lư 31 ha, Đông Sơn 66 ha, Liên Khê 44 ha, Gia Minh 27 ha, Gia Đức 31 ha, Lưu Kỳ 30 ha, Lưu Kiếm 22 ha, Tân Dương 7 ha, Trung Hà 30 ha, Minh Tân 14 ha, Cao Nhân 24 ha, Lập Lễ 3 ha.
Ngoài ra, bưởi Lâm Động còn được trồng ở một số nơi trên địa bàn quận An Dương, thành phố Hải Phòng và một số tỉnh lân cận.

## Một số đặc điểm

### Cây bưởi
Cây từ 7 – 10 năm tuổi, cao 360 – 475 cm, đường kính tán 353 – 435 cm, đường kính gốc 11 – 12 cm.

### Phát lộc
Bưởi ra lộc để phát triển mở rộng tán cây. Thông thường, Bưởi Lâm Động ra bốn đợt lộc trong một năm, gồm: lộc xuân, lộc hè, lộc thu và lộc đông. Ở thời kỳ kinh doanh, cây chủ yếu ra ba đợt lộc là lộc xuân, lộc hè và lộc thu; lộc đông chỉ xuất hiện lác đác nhưng không đáng kể.

### Hoa bưởi
Trong một năm, bưởi ra hoa 2 – 3 đợt xen kẽ nhau nhưng chỉ có một đợt ra hoa tập trung, các đợt còn lại là rải rác và số lượng không nhiều. Thời gian ra hoa từ 21 – 29 ngày. Thời kỳ nở hoa diễn ra từ đầu tháng hai đến đầu tháng ba hàng năm.
Bưởi ra hoa chùm và hoa đơn. Có chùm hoa không có lá, chùm hoa hỗn hợp có một hoa và nhiều lá, chùm hoa hỗn hợp có nhiều hoa và một vài lá. Đối với hoa đơn, có những hoa đơn không lá và hoa đơn có lá.

### Quả bưởi
Quả bưởi tăng trưởng nhanh từ 55 – 60 ngày, ổn định kích thước từ 100 – 120 ngày, đạt độ chín thu hoạch từ 170 – 180 ngày sau tắt hoa. Cây bưởi 7 - 10 năm tuổi cho quả có trọng lượng 720 – 1.130 gram/quả, cao 12 – 14 cm, đường kính 12 – 14 cm (có dạng hình cầu), 11 – 13 múi/quả, 80 – 110 hạt/quả.

## Năng suất và giá trị kinh tế
Cây bưởi từ 7 - 10 năm tuổi cho năng suất 34,5 kg quả/cây/năm, tương ứng 30 – 50 quả/cây/năm. Cây 15 năm tuổi có từ 100 đến 150 quả/cây, trọng lượng trung bình 1 kg/quả. Cây trên 20 năm, năng suất cao và ổn định, trên 200 quả/cây, trọng lượng từ 1,5–2 kg/quả. So với các giống bưởi khác, bưởi Lâm Động có kích cỡ, khối lượng lớn hơn đến gấp 2, thậm chí đến gấp 3 lần.
Thời vụ thu hoạch chủ yếu vào dịp tết Nguyên Đán. Giá trị trung bình 200.000 – 500.000 đồng/quả, những quả to đẹp 500.000 đồng - 1.000.000 đồng/quả.

## Nhân giống
Trước kia, bưởi Lâm Động chủ yếu được nhân giống để mở rộng diện tích bằng phương pháp chiết cành. Từ 2002 đến nay, việc nhân giống bưởi được nhân giống vô tính bằng hai phương pháp là chiết cành và ghép cành. Cành trồng cho quả sau 1-2 năm và quả đạt chất lượng tốt nhất từ năm thứ 4 trở đi.